# Non dire una parola
Non dire una parola è un singolo della cantante italiana Baby K e del cantautore spagnolo Álvaro Soler, pubblicato il 10 settembre 2021 come primo estratto dalla riedizione del quarto album in studio di Baby K Donna sulla Luna.

## Video musicale
Il video musicale, diretto da Mauro Russo e girato in Sicilia, è stato reso disponibile il 22 settembre 2021 attraverso il canale YouTube della cantante.

## Tracce
Testi di Claudia Nahum, Jacopo Èttorre e Stefano Tognini.
1. Non dire una parola – 3:08